# Jungang-dong, Ansan
Jungang-dong (koreanska: 중앙동) är en stadsdel i staden Ansan i provinsen Gyeonggi i den nordvästra delen av Sydkorea, 30 km söder om huvudstaden Seoul. Den ligger i stadsdistriktet Danwon-gu.
Före 1 juli 2017 hette området Gojan 2-dong (고잔2동) och var en del av stadsdelen Gojan-dong.